# Sombrero 4 pedradas

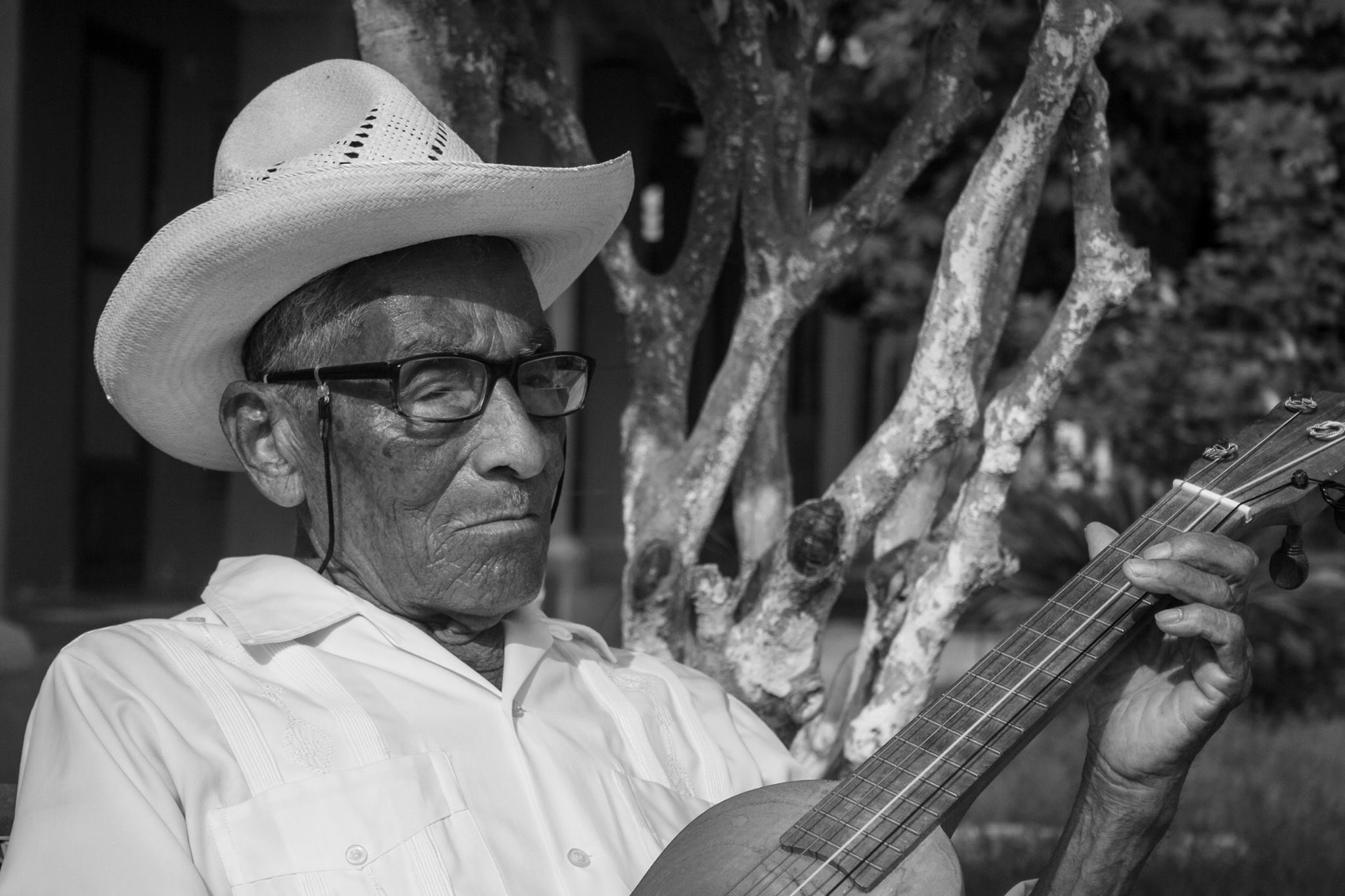
Sombrero 4 pedradas portado por músico tradicional
Cirilo Promotor

El sombrero 4 pedradas es un sombrero de palma real fina que es tradicional en el estado de Veracruz y en el estado de Colima, en México. La denominación de este sombrero obedece a que tiene cuatro hendiduras, que antes se hacían a pedradas. Al sombrero se le daban golpes para quitarles lo áspero y al mismo tiempo se realizaban las hendiduras; luego se daban puntadas para marcarlas.

## Elaboración
El proceso de elaboración inicia con un sombrero de palmilla finamente tejida; pasa a la plancha para su marcado; se ribetea el ala del sombrero según el largo que se requiera; vuelve a la plancha u horno para seguir marcando la horma; pasa al sol; se le da color con un barniz y pintura para darle el acabado, o se deja al natural; se deja secar. En Colima se coloca una máscara de gamuza, cintas y barbiquejo.
En Veracruz, este sombrero es parte del traje típico masculino, complementando a la guayabera blanca y el paliacate rojo.

## El sombrero y el traje típico
En el traje típico de Veracruz de ballet folclórico, tanto en su versión masculina como femenina, predomina el color blanco que es una tradición para casarse en Veracruz, tanto para la novia como para el novio, el Sombrero de 4 pedradas es parte de este traje usado en escenarios y festivales, así como en fiestas. 

## El uso del sombrero en el cine nacional
Filmes como Tierra Brava, Huapango, Alma jarocha, y A la orilla de un palmar nos muestran la importancia de la cultura jarocha, así como el rico mestizaje que dio origen a ella.
Con la película Allá en el rancho grande, de Fernando de Fuentes, que ganó el premio a la mejor fotografía en el Festival de Venecia, los productores nacionales se dieron a la tarea de realizar películas de comedia ranchera.
En esta época los directores voltearon a ver a la región veracruzana y modificaron el estereotipo del jarocho, a quien le quitaron el carácter indígena y la indumentaria de campo para vestirlo con botas, pantalón blanco y guayabera.